# Есканаба (Мічиган)
Есканаба (англ. Escanaba) — місто (англ. city) в США, в окрузі Делта штату Мічиган. Населення — 12 450 осіб (2020).

## Географія
За даними Бюро перепису населення США в 2010 році місто мало площу 42,73 км², з яких 33,35 км² — суходіл та 9,38 км² — водойми.

### Клімат
| Клімат : Есканаба       | Клімат : Есканаба | Клімат : Есканаба | Клімат : Есканаба | Клімат : Есканаба | Клімат : Есканаба | Клімат : Есканаба | Клімат : Есканаба | Клімат : Есканаба | Клімат : Есканаба | Клімат : Есканаба | Клімат : Есканаба | Клімат : Есканаба | Клімат : Есканаба |
| Показник                | Січ.              | Лют.              | Бер.              | Квіт.             | Трав.             | Черв.             | Лип.              | Серп.             | Вер.              | Жовт.             | Лист.             | Груд.             | Рік               |
| Абсолютний максимум, °C | 12,8              | 11,1              | 21,1              | 28,9              | 32,8              | 36,7              | 37,2              | 37,8              | 35,6              | 27,8              | 21,7              | 14,4              | 37,8              |
| Середній максимум, °C   | −3,1              | −1,9              | 2,4               | 8,8               | 15,6              | 21,3              | 24,4              | 24,1              | 19,8              | 12,8              | 5,8               | −0,5              | 10,8              |
| Середня температура, °C | −8,8              | −8                | −3,3              | 3,5               | 10,1              | 15,6              | 18,7              | 18,5              | 14,0              | 7,6               | 1,0               | −5,5              | 5,3               |
| Середній мінімум, °C    | −14,4             | −14,1             | −9,2              | −1,8              | 4,5               | 9,8               | 12,8              | 12,8              | 8,3               | 2,4               | −3,8              | −10,5             | −0,3              |
| Абсолютний мінімум, °C  | −33,3             | −34,4             | −32,2             | −18,3             | −5                | −1,1              | 3,3               | 3,3               | −3,9              | −7,2              | −21,7             | −30,6             | −34,4             |
| Норма опадів, мм        | 27                | 23                | 45                | 57                | 75                | 76                | 86                | 85                | 81                | 75                | 62                | 37                | 728               |
| Днів з опадами          | 9,3               | 6,5               | 7,9               | 9,5               | 10,5              | 11,7              | 9,9               | 10,5              | 10,9              | 11,7              | 9,4               | 10,0              | 117,8             |
| Днів зі снігом          | 7,0               | 4,2               | 3,5               | 1,0               | 0,0               | 0,0               | 0,0               | 0,0               | 0,0               | 0,1               | 2,5               | 5,4               | 23,7              |
| ----------------------- | ----------------- | ----------------- | ----------------- | ----------------- | ----------------- | ----------------- | ----------------- | ----------------- | ----------------- | ----------------- | ----------------- | ----------------- | ----------------- |
| Джерело: NOAA           |                   |                   |                   |                   |                   |                   |                   |                   |                   |                   |                   |                   |                   |

## Демографія
Згідно з переписом 2010 року, у місті мешкало 12 616 осіб у 5622 домогосподарствах у складі 3090 родин. Густота населення становила 295 осіб/км².  Було 6178 помешкань (145/км²).
Расовий склад населення:
| - 93,5 % — білих - 2,6 % — корінних американців - 0,6 % — азіатів - 0,4 % — чорних або афроамериканців |

До двох чи більше рас належало 2,7 %. Частка іспаномовних становила 1,2 % від усіх жителів.
За віковим діапазоном населення розподілялося таким чином: 21,4 % — особи молодші 18 років, 59,0 % — особи у віці 18—64 років, 19,6 % — особи у віці 65 років та старші. Медіана віку мешканця становила 41,4 року. На 100 осіб жіночої статі у місті припадало 89,0 чоловіків;  на 100 жінок у віці від 18 років та старших — 86,1 чоловіків також старших 18 років.
Середній дохід на одне домашнє господарство  становив 42 237 доларів США (медіана — 28 767), а середній дохід на одну сім'ю — 57 058 доларів (медіана — 44 821). Медіана доходів становила 41 609 доларів для чоловіків та 28 718 доларів для жінок. За межею бідності перебувало 27,4 % осіб, у тому числі 38,1 % дітей у віці до 18 років та 14,8 % осіб у віці 65 років та старших.
Цивільне працевлаштоване населення становило 5026 осіб. Основні галузі зайнятості: освіта, охорона здоров'я та соціальна допомога — 22,1 %, мистецтво, розваги та відпочинок — 16,4 %, роздрібна торгівля — 15,1 %.

## Персоналії
- Шарлотта Міно (1886-1979) — американська актриса німого кіно.